# Prononciation de l'islandais
Pour plus d'information sur la langue islandaise, rapportez-vous à l'article principal.
Ci-dessous se trouve la prononciation de l'islandais, transcrite en symboles de l'API.

## Consonnes
| b   | d   | ð   | f      | g             | h   | hj  | j   | kj      | kk        | l   | ll  |
| --- | --- | --- | ------ | ------------- | --- | --- | --- | ------- | --------- | --- | --- |
| [b] | [d] | [ð] | [f, v] | [gj, x, ɣ, g] | [h] | [ç] | [j] | [kj, k] | [ʰkj, ʰk] | [l] | [ɬ] |
| m   | n   | ng  | p      | pp            | r   | rl  | s   | t       | tt        | þ   | v   |
| [m] | [n] | [ŋ] | [p]    | [ʰp]          | [r] | [ɬ] | [s] | [t]     | [ʰt]      | [θ] | [v] |

## Voyelles
| courtes   | a    | e    | i      | o    | ö    | u    | y    |
| --------- | ---- | ---- | ------ | ---- | ---- | ---- | ---- |
| courtes   | [a]  | [ɛ]  | [ɪ]    | [ɔ]  | [ø]  | [ʏ]  | [ɪ]  |
| longues   | á    | é    | í      | ó    | ó    | ú    | ú    |
| longues   | [au] | [jɛ] | [i:]   | [ou] | [ou] | [u:] | [u:] |
| digrammes | æ    | au   | ei, ey | yy   | yy   |      |      |
| digrammes | [ai] | [øɥ] | [ei]   | [i:] | [i:] |      |      |